# ヤチグモ類
ヤチグモ類は、多くは地表に管状の巣を作って生活するクモの一群である。かつてはヤチグモ属 Coelotes に纏められていたが、現在は細分された扱いが普通である。分類上の扱いにも変遷がある。地域による種分化が著しく、非常に種類が多い。人家に生息するものも少数ながらある。

## 概説
ヤチグモ類は体長1センチメートル程度の中型のクモであり、多くは褐色や灰色など地味な色彩をしている。多くは地表の落ち葉の間などに管状の巣を作り、その入り口にじょうご型や棚状の網を張るものもある。古くはタナグモ科に含めたがその後変遷がある。
幼生はバルーニングを行わず、歩いて分散するのみであることから地方変異が非常に多く、地域による種分化が多いことが知られている。2009年時点で世界に450種あまり、その内で日本に107種とされている。
なお、ヤチグモという名はかつては Coelotes exitialis の和名としても用いられたが、現在ではこの種の和名としてはクロヤチグモが使われている。

## 特徴
外見的にはタナグモ類に共通する点が多い。頭胸部や腹部は縦長で、雌雄の性的二形は著しくなく雄の方が腹部がやや小さくて足が長い程度。
色彩は灰白色から黒まで様々だが黄褐色から黒褐色の地味な色合いのものが多く、斑紋としては胸部に放射状の斑紋、腹部に矢筈状の斑紋、あるいは歩脚に輪状斑を持つものもある。
書肺は1対。眼の配置は前後2列で8眼、本属ではこの2列の区別が顕著で、前側眼と後側眼の間の距離が狭く、また多くの場合に前中眼が小さい。洞穴性の種などに一部の眼を失った例も知られる。上顎には外側に外顆と呼ばれる出っ張り部分がある。歩脚先端の爪は3つ。糸疣は3対で前疣は互いに離れ、後疣はより長くて2節からなる。前疣の間に間疣はなく、その位置には10本以下程度の毛がある。

## 習性

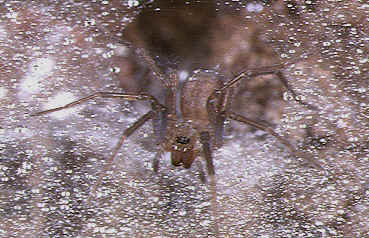
巣の入り口から広がる網に体を乗り出した様子
（C. urumensis）

多くは山林の林床に生息する。洞穴に生息するものも知られる。人家に出現するものもあり、日本ではメガネヤチグモ Pireneitega lucuosa とシモフリヤチグモ Iwogumoa insidiosa の2種が人家周辺によく出現し、壁や塀の隅、マンホールや側溝の下など暗く湿ったところに見られる。屋外性のものは地表の落ち葉の間、倒木や石の下、崖の窪みといったところに多く、そのような場所に糸で作られた管状の住居を作ってその中に潜む。入り口にその延長として広がったシートや棚のような形で網を張るものも知られる。より立派な網を張るものもあり、日本ではヤマヤチグモ Tegecoelotes corasides は草や低木の上にクサグモとほぼ変わらない棚網を張る。メガネヤチグモも物陰にはっきりした棚網を作る。
成体が年中見られる種もあるが、多くの種では成体が秋の終わりから春にかけて出現する。
卵は卵嚢に纏めて巣に置く。メガネヤチグモでは雌親が幼生を世話する行動が知られている。

## 分布と種
2001年時点で世界で21属450種以上が知られ、その分布の中心は北アメリカの東部とアジア全域からヨーロッパの高緯度地域を除く部分である。南半球からは知られていない。日本では9属107種が知られる。
個々の種の分布域は狭いものが多い。例外的に上記の人家にも生息する2種がメガネヤチグモが北海道から九州まで、シモフリヤチグモが北海道から種子島までと広い分布域を持つが、それ以外の種の多くは遙かに狭い分布域しか持っていない。これは多くのクモでは幼生が糸を風に乗せて飛行して分散する、いわゆるバルーニングを行うのに対して、この類のほとんどがこれを行わず、歩行以外にその分散を行う方法がないため、地理的変異が多く生じているのだと思われる。特に離島の多い地域ではこれが顕著で、例えば琉球列島では下謝名がこの類を集中的に研究し、それまで1種しか知られていなかったこの地域で計27種を確認し、その内シモフリヤチグモ以外の26種は全てこの地域の固有種であった。

## 分類
この属はかつてはタナグモ科 Agelenidaeに含めていたが、この科が非常に多くの群を含んでいたために再検討の中で細分された。また篩板をクモ類の系統に関してどう判断するかが大きく変わったこともあり、現在では篩板類であるガケジグモ科 Amaurobiidae に含める扱いが一般的になった。その場合にはこの科の中で1つの亜科として纏める。ただし小野編著(2009)などは篩板の存在を重視してこれを認めず、本群を単独でヤチグモ科 Coelotidaeとしている。なお2015年のWorld Spider's Catalog ではこの群を再びタナグモ科としている。
またこの類はかつては単独のヤチグモ属 Coelotes としたが、細分する説も認められている一方で、未だ区別の難しい群もあり、その体系は当面は流動的と思われる。